# USS Converse (DD-509)
El USS Converse (DD-509) fue un destructor de la clase Fletcher, de la Armada de los Estados Unidos, fue el segundo buque con este nombre, en honor de George A. Converse (1844-1909), fue puesto en grada el 23 de febrero de 1942 en el astillero Bath Iron Works en Bath, Maine, y botado el 30 de agosto de 1942, amadrinado por la Srta. A. V. Jackson, y comisionado el 20 de noviembre de  1942, bajo el mando del Capitán de Fragata D.CE Hamberger.

## Islas Salomón, de mayo de 1943 a marzo de 1944
Después del entrenamiento en la Bahía de Guantánamo y Pearl Harbor, el USS Converse llegó a Numea el 17 de mayo de 1943, y durante todo el verano prestó servicio de escolta de los convoyes que transportaban hombres y suministros a Nueva Georgia, los buques que se desplazaban entre Espíritu Santo y Guadalcanal. Al llegar a Puerto Purvis el 16 de septiembre de 1943, se incorporó al Escuadrón de Destructores 23 (Destroyer Squadron 23 DesRon 23), con quien iba a ganar una Citación Presidencial por las operaciones en el norte de las Islas Salomón entre el 31 de octubre de 1943 al 4 de febrero de 1944.
En la primera de estas fechas, el USS Converse zarpó con su escuadrón y varios cruceros para proporcionar cobertura a los desembarcos anfibios en Bougainville; en la noche del 31 de octubre al 1 de noviembre de 1943, bombardean los campos de aviación de Buka y Bonis y otros objetivos en las islas Shortlands. A la noche siguiente interceptaron un grupo de cruceros y destructores japoneses que se dirigían a atacar los transportes que se encontraban en Bougainville y que se enfrentaron a la flota estadounidense en la batalla de la Bahía Emperatriz Augusta. Los japoneses, que perdieron un crucero y un destructor en esa acción, volvieron a concentrar su fuego en los transportes, apoyados por aviones que despegaban del aeródromo de Rabaul.
El USS Converse continuó apoyando las operaciones en Bougainville, y en la noche del 16 al 17 de noviembre de 1943 se unió al USS Stanly (DD-478) y dispararon contra un submarino que se encontraba en la superficie. En la noche del 24 al 25 de noviembre, la escuadra interceptó a cinco destructores japoneses que trataban de evacuar a las tropas de Buka a Rabaul. Durante el enfrentamiento que ha sido llamado Batalla del Cabo San Jorge el USS Converse fue alcanzado por un torpedo que no llegó a explotar, los japoneses perdieron tres barcos y un cuarto sufrió graves daños.
Mientras acompañaba a un grupo de buques que transportaban refuerzos y suministros a Bougainville el 3 de diciembre de 1943, el USS Converse fue atacado por seis oleadas de bombarderos japoneses. Uno de estos ataques provocó un fallo eléctrico, poniendo sus radares fuera de servicio. Las reparaciones se hicieron rápidamente, y pudo volver al combate; el 14 de diciembre zarpó de Port Purvis rumbo a Sídney, Australia, para una reparación completa. El 30 de enero de 1944 se reunió de nuevo con su escuadra en Port Purvis, y emprendieron de nuevo la caza de los buques japoneses, entre febrero y marzo, al norte de las Islas Salomón.

## Pacífico Central de marzo a agosto de 1944
El USS Converse dejó Port Purvis el 27 de marzo de 1944 para unirse a la Fast Carrier Task Force (TF 58) durante los ataques aéreos sobre las Palaos del 30 de marzo al 1 de abril, y con esa fuerza cubrió los desembarcos en Hollandia a través de ataques aéreos y el bombardeo previo a la invasión, continuando con el fuego de apoyo durante las operaciones de desembarco del 22 de abril. Los portaaviones atacaron Truk, Satawan, y Ponapé y a finales de mes el USS Converse continuó con sus tareas de protección.
Los ataques para la preparación de la invasión de Saipán comenzaron el 12 de junio atacando objetivos en todas las Islas Marianas. Si bien los desembarcos se hicieron el 15 de junio, el USS Converse y el resto de la Task Force atacaron las bases japonesas en las islas Bonin, a su regreso a las Marianas continuó su apoyo a las fuerzas de desembarco. La flota japonesa desafió las operaciones estadounidenses en las Marianas, durante el 19 y el 20 de junio se enfrentaron las dos flotas en la batalla del Mar de Filipinas, que dio lugar al hundimiento de tres portaaviones japoneses y el derribo de muchos aviones japoneses con la irreparable pérdida de sus pilotos. A finales de junio el USS Converse se une a la flota durante el bombardeo de la costa de Guam y de Rota. Tras una parada en Enewetak para reaprovisionarse el 4 de agosto, se embarcó para puesta a punto en los astilleros de Mare Island Naval Shipyard en Vallejo, California.

## Filipinas y Okinawa, noviembre de 1944 a agosto de 1945
El destructor volvió a la acción el 3 de noviembre de 1944 cuando se unió a los portaaviones que cubren las rutas de los convoyes en la reciente invasión de Leyte. El 21 de diciembre, mientras realizaba la escolta de los primeros buques de reabastecimiento a Mindoro, el USS Converse fue atacado por aviones Kamikaze, y se encargó del rescate de los 266 supervivientes del USS LST-749. Los días 9 y 10 de enero, proporcionó fuego de cobertura durante los desembarcos en el Golfo de Lingayen, y se unió a las unidades asignadas para recuperar Corregidor. Sus cañones destruyeron emplazamientos de artillería, barcazas, botes suicidas, y sellaron la entrada del túnel de Malinta.
Después de una breve revisión en la Bahía de Súbic, el USS Converse patrullaba fuera de Corregidor hasta mediados de marzo de 1945, y desde el 18 de marzo al 1 de abril se unió a la flota de invasión de Panay y Negros. Durante buena parte del mes de mayo se llevaron a cabo los preparativos en Iloilo que había sido escogida como centro de ensayo para la planeada invasión de Japón. El 16 de mayo, arribó a Okinawa, donde operaría en peligrosas y exigentes patrullas hasta la finalización de la guerra. El 10 de septiembre zarpó de Okinawa rumbo a Pearl Harbor, cruzó el Canal de Panamá, y llegó a Washington, D. C., donde el 19 de octubre recibió la Presidential Unit Citation a la que se hizo merecedor junto con el resto de su escuadrón. Después de la revisión en el Astillero Naval de Brooklyn, fue dado de baja y pasado a la reserva en Charleston, Carolina del Sur, el 23 de abril de 1946.

## Almirante Valdés (D-23)
El 1 de julio de 1959 fue transferido a la Armada Española en el marco del Programa de Asistencia Mutua nacido tras los acuerdos de 1953, y fue renombrado Almirante Valdés (D23). Fue el cuarto buque en recibir este nombre, en honor del comandante general de la Armada Real Española Cayetano Valdés y Flores Bazán y Peón.
La ceremonia de entrega tuvo lugar en aguas de Filadelfia el 1 de julio de 1959, efectuada por el comandante del IV Distrito Naval, contralmirante Lyman, al capitán de fragata Francisco Javier de Elizalde y Laínez, comandante del nuevo destructor, en presencia de los embajadores de España en Estados Unidos, señor Areilza, y de Estados Unidos en España, señor Lyman, y del agregado naval español. Bendijo la nueva unidad el obispo auxiliar de Filadelfia. Después de izarse la bandera española, la dotación embarcó en el buque.
Terminado de pertrechar el buque emprendió el viaje a España, donde efectuaría la fase de adiestramiento en la recién creada OVAF en su base de Cartagena, integrándose en la 21.ª Escuadrilla de destructores.
En enero de 1980, dio escolta a la fragata Asturias, que trasladaba desde Roma a Cartagena los Restos mortales de Alfonso XIII. En 1982 fue asignado a la Zona Marítima del Mediterráneo.
El 13 de junio de 1985, mientras se encontraba en aguas de Cartagena, realizando unos ejercicios, colisiono con el submarino español Siroco (S-72), el destructor sufrió una fuga de agua en el casco en la amura de estribor, inundando un pañol de munición, y provocando daños en la vela del submarino.
Fue dado de baja tras 27 años de servicio el 17 de noviembre de 1986 y desguazado en 1988.